# 東大一直線と東大快進撃の登場人物
本記事では小林よしのりの漫画『東大一直線』（とうだいいっちょくせん）とその続編『東大快進撃』（とうだいかいしんげき）の登場人物について記載する。
- 題名が1作目は『ああ勉強一直線』、その後『めざせ東大!』など異なる題名で3作目まで掲載され、4作目から『東大一直線』の題名で連載となった。単行本では1作目から順番に収録されている。当稿では区別のため、1-3作目についてはその通り表記する。
- 単に東大と書くと主人公の名前か、作品名の略称か、東京大学か、どれを示すかわかり難いので、それぞれ「東大通」「一直線」「東京大学」の表記で統一する。
- 参考資料として『小林よしのりの異常天才図鑑』に、よしりん企画初代秘書の末永直海が編ざんした「異能天才名簿」が収録されている。ただしワンシーンのみのキャラクターを収録する反面、レギュラーキャラクターの未収録もあり、適切な情報とは言い切れない。
- 以下の説明に使用している単行本巻数は、初単行本化されたジャンプ・コミックスと、小学館コロコロ文庫に従っている。ただし徳間書店版では一冊あたりの収録話数が前者より多く、以下の巻数表示に対応していないので注意。

## シリーズ共通

### 東大通（とうだい・とおる）
- どう見てもアホ、というのは70年代にどの少年誌でも見られたギャグ漫画の主人公の特徴だが、自らを天才と信じ、東京大学に絶対合格するという信念を曲げないのが、他の漫画と全く違う点。
- 作者によると、人間の醜い部分を集大成させるような形で生み出されたキャラクターとのこと。
- 特徴はまずハゲ頭と日の丸ハチマキ。1作目ではハチマキが無く肥大した頭だけだったが、キャラクターアピールにしまりが無かったため、2作目からは「東 ● 大」と書かれたハチマキを着用。3作目から東大の文字が取れて、以後半永久的なトレードマークとなる。
- もう一つの特徴はブタ鼻で、荒く鼻息を吐いたり、鉛筆を突っ込むのは日常茶飯事。
- 服装は勿論、ギャグのために仮装する時以外は常時学生服。『快進撃』で知識ヶ丘学園に編入後もブレザーの制服を着用せず、優秀館時代と同じく詰めえりの学生服を着用している。
- 愛用する辞書は「黒ネコの単語」である。
- 性欲も人一倍あり、ワルをまとめる能力も高い。漫画評論家の高取英いわく「代議士みたいなやっちゃ」。
- テストの点数も壊滅的で、順位も最下位だが、本人は順位表を逆に見ていて、自分がトップだと信じて疑わない。なお、名前だけは正しく書いているので、お情けで1点貰っている。
- ただし、マークシート方式のテストでのみ、神がかり的な力を発揮し、常にトップとなっている。
- 一人称は博多弁丸出しの「わい」。
- 瞳がコロコロ変わるのも特徴で、主に「マメの目」「お星様の目」「聖母マリアの目」、中学編末期から人気が出た「シビアな目」などがある。これ自体が劇中でネタとして使用されたことも複数回ある。
- スリーサイズは6巻で自称した所によると、バスト85・ウエスト90・ヒップ90・顔まわり100。
- 出生や東京大学を志したきっかけは、4巻において本人の口から語られた。
- 『週刊少年ジャンプ』で行われたキャラクターランキングでは「憎ったらしいキャラクターNo.1」の他、『ついでにとんちんかん』の間抜作をおさえて「アホNo.1」に輝いたこともある。
- 中学編では宇津見とのボクシング勝負で楽に勝利したかと思えば、番長が指で弾いただけで吹っ飛んで気絶したりするなど、身体能力については設定が定まっていない。優秀館高校では相撲部に入部させられるが、広谷先輩を破るなど好成績を上げる。

### 東大家の一族
2作目より登場。タイトルの表記は家の表札に書かれているものだが、これは当時公開の映画『犬神家の一族』のパロディ。

住所は当初不詳だったが、やがて福岡県福岡市博多にあることが示されはじめ、12巻では福岡市中洲区であることが明かされる（中洲区自体は架空の行政区だが、中洲は実在する地名）。

『快進撃』では南区大橋（ここまで実在の住居表示）13丁目と書かれていた。
東大道子（とうだい・みちこ）
通のアホぶりに振り回される母だが、本当はアホな通を心配している。小林の漫画は父子の絆という設定が多いが、本作は例外的に母子の絆である。
時折変わった服装で登場することがある（セーラー服、グリーンベレーの軍服、原始人風の服装など）。
東大慶次郎（とうだい・けいじろう）
通のアホぶりに呆れる父。肩書きは「馬の分株式会社課長補佐」。ファイトだけは認めていたため、東京大学受験時には心底から応援をした。ネーミングは小林の父の名から。
東大進（とうだい・すすむ）、千鶴子（ちずこ）
弟と妹。ブタ鼻は通と共通だが、性格は真面目で通の面倒を見ている。進と千鶴子だと千鶴子の方が姉になる。

### 中学からのクラスメート
現役勝（げんえき・まさる）
1作目では半田学という名前（これは小林の同級生である甲斐よしひろの、学生時代のバンド仲間の名だという。二人の親交については「小林よしのりの関連人物」を参照）。三角顔でいかにもガリ勉タイプだが、中学校生活の合い間には、普通の学生としての顔も見せる。
中学時代は漫画と共に東大通と一緒にいる事が多く、争う事もあったが基本的には友人としての関係を保っていた。だが地元の名門私立オサール高校（実在するラ・サール中学校・高等学校のもじり）に合格以来、東大通をアホ呼ばわりするセミレギュラーの敵となる。
高校編後半から『快進撃』にかけては頬もこけ、受験の亡者のような姿になっていった。小林のかつてのクラスメートがモデル。東京大学を受験するも、不合格となる。その後、やけ酒をあおり、街中でチンピラと喧嘩をした後に安田講堂に登り、講堂にノミを打ち付けた後に飛び降り自殺をする。この時に打ち付けたノミが原因で安田講堂は崩壊することとなる。
漫画狂太（まんが・きょうた）
2作目より登場。中学編では東大通と現役の3人でトリオを組む。マンガ家になる夢を捨てず、常にスケッチブックを持ち歩く。しかしマンガの存在を快く思わない東大通や父からは反発され、受験勉強の負の遺産を背負うキャラクターとなる。
中学卒業時は中央高校受験に失敗、マンガ家を目指すため、福勝高校のデザイン科に進学する（小林は彼のモデルは自分だと言い、現に高校進学のプロセスが小林の学歴とかなり似ている）。だがいちょう会の学外活動を求めてやって来た東大通にあしらわれ、結局とばっちりで退学。チョンマゲ先生の勧めにより仕方なく優秀館高校に編入、東大通や多分とまたトリオを組むことになった。
その後、東大生である野上の後輩の話をきっかけに勉強に対して本気で取り組み始める。
『快進撃』では漫画家デビューを果たすも、デビュー作は打ち切りにあってしまう。最終回近くでは、東大通をモデルにした漫画を編集者に見せてバカ受けをとった。
多分田吾作（たわけ・たごさく）
5巻で初登場。ネーミングは名古屋弁でバカ・アホを意味する「たわけ」。病気で寝たきりの母と二人暮らしで、好物はトマト。
試験でカンニングをした罰として全教科0点になったことにより、東大通は800点の座を初めて奪われたと思い（本当は800位）愕然。中学編では火花を散らす（？）ライバルとなる。
だが東大通を優秀館高校に入れるため、多分にも優秀館受験を依頼。意気投合した2人は高校編で迷コンビとなり、東大通さえもずっこけさせるアホぶりを発揮。一方、所々で東大通へのツッコミ役もこなす。
東大通に匹敵するアホではあるが、中学時代には現役のノートで勉強しただけでテストの順位が500位にまで上がるなど、極端に頭が悪いわけではない。
父親が校長を務める知識ヶ丘学園に編入後は、制服も知識ヶ丘のものに変更になる。
父親のコネ・裏金によって切裂医大に合格する。
小林が大変気に入っているキャラクターで、その後の小林作品にも『メンぱっちん』などに出演。『いろはにほう作』も多分の発展形だという。
山田幸四郎（やまだ・こうしろう）
風雲流血学館やオサール高で現役達と争うライバル3人組の中で、最も優秀。オサール高で優秀な生徒を選ぶ時は、現役と山田の2人が出てくる。
内村勉造（うちむら・べんぞう）
ライバル3人組の2人目。福岡弁で喋る。ただ現役を入れた中で3人だけ描く場合、内村だけ出てこないことが多い。ネーミングは内村鑑三から。
林田統一郎（はやしだ・とういちろう）
ライバル3人組の3人目。嫌味な喋り方をする。顔のパーツはチョンマゲ先生と同じ。この3人組の初登場は3巻だが、顔自体は3作目で登場している。

### その他
現役湿子（げんえき・しつこ）
現役勝の母。息子そっくりの顔をした金持ちの教育ママで、現役の父は未登場。息子の東京大学合格が生き甲斐であり、そのための学習塾通いや家庭教師にかかる出費に糸目は付けない。
ここまでならごく普通の教育ママだが、まだ中学生の現役に健康を度外視したスケジュールを強制したり、高校時代には東大通の不幸を本気で祈ったりと、狂気じみた一面を見せることもあった。息子と共に東京大学の合格発表を見に行き、不合格であった際に息子に慰めの言葉をかけるわけでもなく、睨みつけた後に黙ってその場を立ち去るなど、現役が自殺をする一因を作った。にもかかわらず、現役が自殺をしたのは東大通が東京大学に合格した事が原因だと八つ当たりのような形で東大通を殴りつけるなど、人間性に多大な問題を抱えている。
漫画の両親
父は少年時代、家計の貧しさから進学を断念したため、狂太が大学に行くことだけを楽しみにしており、そのためにかなりの貯金もしている。それゆえ、狂太が漫画家になることには猛反対で、彼が書いた漫画原稿を見たら即座に破り捨てる。母はそんな父と狂太の間で苦労している。
高校編でも少し登場し、性懲りも無く息子に漫画家を断念させようとする。そのための仕掛け人を東大通に頼むが、結果的に福勝高校退学→三流扱いの優秀館高校転入となってしまった。
チョンマゲ先生
名前通り頭がチョンマゲ。初登場の連載第1話では、単なる意味不明のギャグのつもりだったが、担任教師として定着した。「おちこぼれを出さないのがわしの教育方針だ」と語るが、東大通はそんな彼を「教師の中のおちこぼれ」と決め付けている。
中学編では7人の子供や奥さんもゲストとして登場。子供の数が多いため、給料だけではやっていけずアルバイトをしていた。東大通の母同様、東大通のアホぶりを彼も放っておけず、高校編では優秀館高校にもあえて転任した。
だが、末期には東大を見放しており、他の生徒の邪魔にならないように、教室の片隅で適当な問題を考えさせ、東大が思っていたよりも早く回答した際（不正解）、「ちっ、もう出来たのか」と吐き捨てるように呟いている。彼もその後の小林作品に何度か出演している。
野上俊介（のがみ・しゅんすけ）
『めざせ東大!』から登場。現役の家庭教師として年に何回か来る、東京大学の学生（後に卒業生）だが、東大通が絡めば当然ロクな結果にはならない。受験勉強に青春を費やしてきたことを後悔しており、東大通に青春の希少性を説くが、まるで理解されない。
ネーミングは、当時小林と知り合いになった実在の東大生からだが、同時連載されていた『救世主ラッキョウ』にも、同姓同名で全く違うキャラクターが登場する。
あおい新悟（あおい・しんご）
この項では唯一、高校編からのセミレギュラー入り。全科目満点で優秀館に合格した。それほどの秀才なのに優秀館に進んだ理由は、今の受験戦争を嫌ったからであり、東大通に興味を持つ。学生なのに常時くわえタバコ。
知識ヶ丘学園に編入後も、東大通と同じく優秀館時代と同じ学生服を着用している。
出演頻度の多い時と少ない時が極端だが、クライマックスとも言えるエピソードには必ず顔を出す。またこの「ロングヘアーのクールな奴」は、『快進撃』の後にヒット作が出なくなった苦闘時代、小林漫画の定番キャラクターとして多数登場する。『新吾十番勝負』の主人公・葵新吾と同名。明確な描写ではないが、東京大学に合格したようである。
アホウドリ
中学編と高校編の間に登場。東大通が「ずんずん」進む時、そのアホを象徴するかのように、上空で「アホー、アホー」と鳴く。

## 中学編

### クラスメート
上村ゆう子（かみむら・ゆうこ）
『ああ勉強一直線』から登場。漫画の彼女で、中学編ではいわゆるヒロイン的存在。中央高校に進学する。ネーミングは浅野ゆう子から。
高校編では文化祭で朝子と一緒に再登場したが、それ以降登場する事は無かった。
朝子（あさこ）
ゆう子の親友で、こちらは現役の彼女。彼女も中央高校に進学する。ネーミングは朝と夕および浅野温子から。
高校編では文化祭でゆう子と一緒に再登場したが、ゆう子同様その後登場することはなかった。
宇津見阿吾八（うつみ・あごはち）
名前通りアゴが大きな顔で、初期のエピソードでは同じ顔をした女子生徒も登場していた。級長を務めるクラスの良識派だが、中3の級長選挙では悪運が重なり、東大通が級長になってしまう。サッカー部のキャプテンでもある。
同級生の藤森と仲が良く、一緒にいることが多い。
番長太（ばん・ちょうた）
フランケンシュタイン顔をした、名前通りの番長。暴力的だが、東大通の前には調子を崩される、中学編の名脇役。柔道部の主将でもある。
見た目は怖いが人情的な性格。ゆう子に惚れていて、修学旅行先でゆう子が不良に絡まれた時は御咎め覚悟で不良たちを倒した。
名前が判明したのは高校編で、漫画が中学の卒業アルバムを見ていた時である。
肝忍愚銀次（かんにんぐ・ぎんじ）
番長グループの一員。1巻の途中で転校してきたと言及されているが、初登場は3作目。カンニングの悪知恵を発揮し、東大通とはテストの度にカンニング勝負となる。
藤森（ふじもり）
藤森という名を持つクラスメートは2人おり、こちらの藤森は番長グループの一員でリーゼント。番長グループは彼らいわく「ボンクラの超一流」たんの壷高校に進学した。
藤森茂（ふじもり・しげる）
こちらの藤森は普通の顔をした生徒。シロという飼い犬を東大通に貸す。級長の宇津見と仲が良く、一緒にいることが多い。『世紀末研究所』にも登場。
京大通子（きょうだい・みちこ）
ゆう子・朝子の友達で、容姿も性格も女版東大通。なお厳密には別のクラスである。京大進学を目指しており、東大通に惚れている。

### その他
血見太鬼之介（ちみたい・おにのすけ）
常にムチや竹刀を持つ、フランケンシュタイン顔の鬼講師だが、教え子に対する彼なりの愛情は持っている。3作目に現役が通う昴田（すぱるた）塾の講師としてゲスト出演後、3巻から風雲流血学館講師の一人としてレギュラー化。
風雲流血学館（ふううんりゅうけつがっかん）塾長
スパルタ教育で受験親子を食い物にする経営者。「ええがな、ええがな、わっはっは」が口癖。血見太も経営にはかなり絡んでいるらしい。息子がいる。
受験仮面（じゅけんかめん）
学校に何か困ったことがあった時現れる謎のヒーロー。東大通が顔の上半分だけ覆面を被った姿で「どこの誰もが知ってるけれど、本人だけが気づいていない」、つまり「月光仮面」のパロディ。
高校編にも一度登場したが、その時はレインボーマンのような格好の「銀杏（いちょう）仮面」になっていた（いちょうは東京大学から来ている）。これは小林によると「描き捨てで、過去に描いた内容を全然覚えていないから」だという。
劇画（げきが）
どんな学校にも実在する体育教師で、大学時代はマラソンの選手だった。顔も授業も厳しいが、生徒からは慕われている。
勿論、学校を受験勉強の場としか考えていない東大通は体育の授業や体育教師をバカにしている。
校長
名前通りの役職で、頭のハゲたステロタイプ。校内荒らしと間違われて東大通に捕まったり、卒業式をメチャクチャにされたり、いい所なし。

## 高校編

### 教師
猛毛大造（もうけ・たいぞう）
優秀館高校の校長。「もうけたいぞ」と頑張ったが、優秀館が潰れそうになったため、校舎を始めとする設備を可能な限り東京大学そっくりに作るという独自の教育方針で生徒を集めようとする。
後に東大合格者を目指す進学校にシフトチェンジし、東大通を始めとした落ちこぼれ生徒を排除しようとする。
輪郭から眉まで何もかも四角い顔が特徴。これは高校編からヤンジャン時代までの、小林漫画の典型的脇役の顔パターンである。
教頭
猛毛の片腕。台詞はあるもののただ居るだけで、個別の活躍は全く無い。
剛玉源三郎（ごうだま・げんざぶろう）
生活指導主任。暴力を働いた東大通を停学にしたり、規律の乱れている太金や飯加を厳しく見張るが、東大通のアホには勝てない。
沢木耕四郎（さわき・こうしろう）
12巻で転任してきて東大通の担任となった、若い教師。若さと情熱で東大通にぶつかって行くが、いつもうまく行かず、チョンマゲ先生にたしなめられる。
彼もまた、チョンマゲ先生同様、末期には東大を見放していった。ネーミングは沢木耕太郎から。
切人破門（きひりと・はもん）
優秀館の進学顧問。進学校では成績だけが人間の全てと言い切り、学校の平均点を下げる東大通をよく思っておらず退学に追い込んだ。

### いちょう会
黒岩ケンジ（くろいわ・ケンジ）
無類のバイク狂いで、いつでもサングラスと私服まる出しでバイクに乗っていないと気が済まず、バイクを使って東大通を運ぶ演出も多い。
いちょう会結成後は東大通・多分と新トリオを組むが、漫画が優秀館に転校してからは順番を譲る。
太金玉男（ふとがね・たまお）
猛毛の息子。父のコネで優秀館に入学するが、入試時にカンニングをしたのがバレて東大通に睨まれ、ご機嫌取りのためにいちょう会に入る。
親子で苗字が違うが、小林によると「元々は太金という苗字で、猛毛家に養子に行っていたが、その時の妻が他に男を作って家出したため、連載中盤から元の太金という苗字に戻ったという設定は計算済みだった」という（真相は、小林が忘れていただけの話である）。
ネーミングは当時人気のあったタレント、ふとがね金太から。
飯加減太（いいか・げんた）
東大通の一年下の後輩として、太金と共にいちょう会に入会。見るからにゴマすりとおべっかの塊。太金とは迷コンビ。
金小根強歯（かねこね・つよし）
東大通の一年下のいちょう会会員。医者の息子で、何でも金で買収しようとする。教師に賄賂を渡して試験で100点を取りいちょう会の会長の座を奪おうとするも東大にその企みを見破られて失敗。
その後新たに「げんきん会」を立ち上げ一時はいちょう会以上の勢力を誇っていた。
また医者の息子という立場を利用して保健の先生の真似事をした際に多分の症状を誤診し、それをネタに脅迫されたことでいちょう会に入ることになった。

### 栄光寮
丹下勉（たんげ・つとむ）
東大通が入った寮の同室仲間で、東大通の一年上。顔は東大通とフランケンシュタイン顔の合体。極度の潔癖症で、すぐ風呂に入る。だが実は漫画とは中学時代からの漫画同人仲間で、しかも少女漫画家志望。
いつの間にやらいなくなったキャラクターで、東大通曰く「故郷の母親の元に帰ったか異次元空間に迷い込んだと思ってほしい」とのこと。
鶴岡筋道（つるおか・すじみち）
筋を通さないと気が済まない寮長。和服姿ですぐ片耳に手を当てる。
モデルは鶴田浩二。以上二人はすぐに忘れ去られた。
広谷（ひろたに）先輩
栄光寮で東大通の一年上の先輩。暴力的・支配的な性格で、生意気な東大通にも牙を剥くが、東大通のアホさには勝てなかった。

### その他の学生
大勉強四郎（だいべん・きょうしろう）
東大通の一年上の先輩。長い鉛筆を一回しすると、どんな問題でも解けてしまう「円月回答法」の使い主（円月殺法の眠狂四郎のパロディ）だが、シリアスだったのは初登場回のみで、二回目以降は単なるギャグキャラ。東大通の邪魔で情痴大学（上智大学のパロディ）も不合格になってしまう。
ノイローゼ気味でテスト前や合格発表前は情緒不安定になる。また、大学受験に失敗し自殺しようとしたが、浪人して情痴を受けることを決意する。
増本陽子（ますもと・ようこ）
寮の文化祭で、ゆう子と朝子が連れてきた中央高校の友達。鶴岡の娘にあたる。
東大通は一目惚れするが、相撲の演舞の際に廻しの締め忘れで男性器を見られてしまった事で、羞恥心とショックのあまり気絶してしまい、デートの約束をすっぽかす破目になったり、スケ番グループのリーダーと勘違いしてしまったりで、結局はうまく行かなかった。
本人は極めて健気で、新吾と付き合っているが、デート中にも東大通の事ばかり新吾に訊ねてくる。真意を問いただすと「東大通も（新吾と）同じ位好き」と語った。モデルは松本洋子。

### 豚出（とんでる）女学園
浅野香織（あさの・かおり）
進学のため、優秀館やオサールから模範受験生を招待した、豚出女学園の生徒。前回の模擬試験で一位を取った東大通に興味を持つが、その後は沢木先生のことが好きになった。
高嶺野花子（たかねの・はなこ）
香織の同級生。鼻の穴が横に開いた不細工な顔だが、幼馴染の多分とは相思相愛。元々は東京出身だが、幼少時に東京で容姿のことで苛められたため、東京の人間が嫌い。

### 上京シリーズ
吉野正弘（よしの・まさひろ）
現役（と東大通）が東京の駿成ゼニナールに通う際、現役と知り合い、東京大学進学研究会を結成した、東京の高校生。東京大学仏文科を目指す。これは小林も福岡大学フランス語学科だったことが由来。
三人目の駿成ゼニナール受講生（名前なし）
現役、吉野と知り合った東北の高校生で、なまりがある。東大通も東京大学進学研究会に無理矢理入会するが、退会させられてしまう。
田辺合格（たなべ・ごうかく）
駿成ゼニナール一番の名物講師で、生徒を「合格!合格!」と褒めちぎりながら授業をする。講義修了後に彼の体に触ると、合格するというジンクスもある。モデルは田辺一鶴。
東大寺公子（とうだいじ・きみこ）
東大通が居候した家の娘。遠い親戚（母いわく「うちの実家の、あによめの妹の、とついだ先の、だんなの、いとこの、むすめさんの、となりの家の、親せき」）らしいが、実際は赤の他人。体が弱く視力も弱いので、東大通が物凄い美形に見える。家は神田神保町にある。
東大寺野呂和（とうだいじ・のろかず）
公子の父。東大通を公子から切り離そうとする。当時の『週刊少年ジャンプ』の編集者の一人、ノロ和（のろかず）こと中野和雄がモデル。

## 東大快進撃
安田三四郎（やすだ・さんしろう）
東大通が第2話で出会った、もう一人の験勉鬼。頭に大きな学帽をかぶっており、知識ヶ丘学園の制服を着用していない。多分のクラスメート。
東大通との違いは、小林漫画でよくある赤貧家庭の出という点だが、彼もいつの間にか忘れ去られてしまい、最終回にも出なかった。ネーミングは安田講堂と三四郎池から。
上村純（かみむら・じゅん）、長岡哲雄（ながおか・てつお）、宗恵美子（そう・えみこ）
知識ヶ丘の最優秀学生で、それぞれ「全教科むらなく点のとれる」「主要五教科で抜群の成績」「美女にして才媛」と名高い。現役や山田以上に東大通を見下す態度をとる。
上村と長岡は最終回近くで「私大進学」と語っていた。宗は色じかけ要員として出演頻度がやや高い。また、宗は東京大学を受験するも不合格となる。
点取満太郎（てんとり・まんたろう）
『一直線』最終回近くに、前回模試高得点者として登場。点数と成績に異常な執着心を見せ、『快進撃』でも知識ヶ丘の生徒として登場。ただし『一直線』の時の特徴的な頭の飾りが『快進撃』では省かれている。東京大学を受験するが、後ろの席であった東大に集中力を乱されたのもあり、不合格となる。
担任教師（名前なし）
1巻後半から登場。教師らしからぬファッショナブルな外見。
角南（すなみ）
夏の強化合宿を担当した角南塾の塾頭で、中学編の血見太と同一路線のキャラクター。東大通の態度に文句を付け、縛り付けたまま「二週間の禁勉強」の罰を与える。この結果東大通は勉強どころか、知的生命としての人格を全て失う、人生最大の危機に陥った。
モデルは当時『週刊ヤングジャンプ』の編集長だった角南攻。